# Néstor Ortiz
Néstor Ortiz Mena (Turbo, 1968. szeptember 6. –), kolumbiai válogatott labdarúgó.
A kolumbiai válogatott tagjaként részt vett az 1994-es világbajnokságon.